# ألكسيس مارتن
الكسيس مارتن (بالإنجليزية: Alexis Martin) (و. 1964 – م) هو ممثل، وكاتب مسرحي، من كندا، ولد في مونتريال.

## وصلات خارجية
- ألكسيس مارتن على موقع IMDb (الإنجليزية)
- ألكسيس مارتن على موقع ألو سيني (الفرنسية)
- ألكسيس مارتن على موقع أول موفي (الإنجليزية)
- ألكسيس مارتن على موقع قاعدة بيانات الفيلم (الإنجليزية)
- ألكسيس مارتن على موقع كينوبويسك (الروسية)